# Rivers Cadet
Pour les articles homonymes, voir Rivers.
Jean Maurice Large dit Rivers Cadet, né le 1er mars 1892 dans le 12e arrondissement de Paris et mort le 1er novembre 1968 à Issy-les-Moulineaux (Hauts-de-Seine), est un acteur français.

## Biographie
Rivers Cadet est le frère cadet de Fernand Rivers. Ce dernier l'avait fait participer à une grande partie de ses films.

## Filmographie
- 1922 : Vingt ans après d'Henri Diamant-Berger - Film en 10 épisodes -
- 1930 : Une femme a menti de Charles de Rochefort
- 1931 : L'Agence immobilière d'André Chotin - court métrage -
- 1931 : En zinc sec de Louis Mercanton - court métrage -
- 1932 : Austerlitz 21-22 d'André Bay - court métrage -
- 1932 : Maurin des Maures d'André Hugon : Sandri
- 1933 : Les Vingt-huit Jours de Clairette d'André Hugon : Benoît
- 1933 : Tout pour rien de René Pujol
- 1933 : Lidoire de Maurice Tourneur - court métrage : Biscotte
- 1933 : Le Maître de forges de Fernand Rivers : Baron de Prefont
- 1934 : Un train dans la nuit de René Hervil
- 1934 : Trois de la marine de Charles Barrois
- 1934 : La Dame aux camélias de Fernand Rivers : Le marchand d'oublies
- 1934 : Famille nombreuse d'André Hugon : Le médecin-chef
- 1935 : Napoléon Bonaparte d'Abel Gance
- 1935 : Bonne chance ! de Sacha Guitry
- 1935 : Le Chemineau de Fernand Rivers : Thomas
- 1935 : Paris mes amours d'Alphonse-Lucien Blondeau
- 1936 : Bichon de Fernand Rivers
- 1936 : Les Deux Gosses de Fernand Rivers
- 1936 : Avec le sourire de Maurice Tourneur : Le chasseur
- 1936 : Tout va très bien madame la marquise d'Henry Wulschleger : James
- 1937 : Le Fauteuil 47 de Fernand Rivers : Pivert, le régisseur
- 1937 : J'accuse d'Abel Gance
- 1937 : La Vénus de l'or de Charles Méré et Jean Delannoy
- 1937 : Le Réserviste improvisé d'André Hugon - moyen métrage -
- 1937 : Quatre Heures du matin de Fernand Rivers
- 1937 : Monsieur Breloque a disparu de Robert Péguy
- 1937 : Liberté de Jean Kemm : Jund
- 1937 : Les Dégourdis de la 11e de Christian Jaque : Pomme
- 1937 : Chipée de Roger Goupillières
- 1937 : Boissière  de Fernand Rivers : Estève
- 1937 : Le concierge revient de suite de Fernand Rivers - court métrage -
- 1938 : Le Plus beau gosse de France de René Pujol
- 1938 : Visages de femmes de René Guissart
- 1938 : Vacances payées de Maurice Cammage
- 1938 : Une femme a menti, court métrage d'André Hugon
- 1938 : Tricoche et Cacolet de Pierre Colombier : Naphtaline
- 1938 : La Présidente de Fernand Rivers : Biennassis
- 1938 : La Goualeuse de Fernand Rivers : Filochet
- 1939 : Chantons quand même de Pierre Caron
- 1939 : Le Chemin de l'honneur de Jean-Paul Paulin : Antoine
- 1939 : Derrière la façade de Georges Lacombe et Yves Mirande : Un agent
- 1939 : Berlingot et compagnie de Fernand Rivers : Le lutteur
- 1939 : Louise d'Abel Gance
- 1939 : Dernière Jeunesse  de Jeff Musso : Michelin
- 1939 : Fric Frac de Maurice Lehmann et Claude Autant-Lara
- 1940 : Documents secrets de Léo Joannon
- 1940 : Fausse alerte de Jacques de Baroncelli
- 1940 : Paris-New York d'Yves Mirande : Un employé
- 1940 : Les Musiciens du ciel de Georges Lacombe
- 1940 : Le Roi des galéjeurs de Fernand Rivers
- 1940 : Paradis perdu d'Abel Gance : Le vaguemestre
- 1940 : Ils étaient cinq permissionnaires de Pierre Caron : Lancelot
- 1940 : Moulin Rouge d'André Hugon
- 1940 : Monsieur Hector de Maurice Cammage : Le maître d'hôtel
- 1941 : L'An 40 de Fernand Rivers : Joseph
- 1941 : L'Embuscade de Fernand Rivers
- 1941 : Notre-Dame de la Mouise de Robert Péguy : Monsieur Eugène
- 1941 : Le Dernier des six  de Georges Lacombe : Un inspecteur
- 1942 : Le comte de Monte Cristo de  Robert Vernay - Film tourné en deux époques -
- 1942 : Chambre 13 d'André Hugon : Le régisseur
- 1942 : Caprices de Léo Joannon : Le tapissier
- 1942 : La Symphonie fantastique de Christian Jaque : Un consommateur
- 1943 : Coup de feu dans la nuit de Robert Péguy : Un contrebandier
- 1943 : À la belle frégate d'Albert Valentin
- 1943 : Finance noire de Félix Gandera
- 1943 : Un seul amour de Pierre Blanchar : L'hôtelier
- 1943 : Adrien  de Fernandel : Le barman
- 1943 : Les Enfants du paradis de Marcel Carné - Film tourné en deux époques - : Le bourgeois à qui l'on vole sa montre
- 1944 : La Rabouilleuse de Fernand Rivers
- 1945 : Le Père Goriot de Robert Vernay : L'employé du muséum
- 1946 : Martin Roumagnac  de Georges Lacombe : Un joueur de belote
- 1946 : Triple enquête de Claude Orval
- 1947 : Mademoiselle s'amuse de Jean Boyer
- 1947 : Gonzague de René Delacroix - moyen métrage -
- 1948 : L'Armoire volante de Carlo Rim : Boirot
- 1948 : La Femme que j'ai assassinée, de Jacques Daniel-Norman
- 1949 : Le Roi Pandore d'André Berthomieu : Célestin
- 1949 : Les Dieux du dimanche de René Lucot : Un spectateur du match
- 1949 : L'Ange rouge, de Jacques Daniel-Norman : Le gardien-chef
- 1949 : Dernière Heure, édition spéciale de Maurice de Canonge
- 1950 : Adémaï au poteau-frontière de Paul Colline
- 1950 : Tire au flanc  de Fernand Rivers : L'adjudant
- 1951 : Topaze de Marcel Pagnol : L'agent de police
- 1951 : Drôle de noce de Léo Joannon
- 1951 : Le Passage de Vénus de Maurice Gleize
- 1951 : Mademoiselle Josette, ma femme d'André Berthomieu
- 1951 : Sous le ciel de Paris  de  Julien Duvivier : Étienne Lambolle
- 1951 : Boniface Somnambule de Maurice Labro : Jean
- 1951 : Le Plus Joli Péché du monde de Gilles Grangier : Le maire
- 1951 : La nuit est mon royaume de Georges Lacombe
- 1952 : La Loterie du bonheur de Jean Gehret
- 1952 : Le Chemin de Damas de Max Glass
- 1953 : Interdit de séjour de Maurice de Canonge : Le maître d'hôtel
- 1955 : Les deux font la paire d'André Berthomieu
- 1955 : Les Duraton de André Berthomieu
- 1955 : La Tour de Nesle d'Abel Gance : Le tavernier
- 1956 : L'Homme à l'imperméable de Julien Duvivier
- 1956 : Les Louves de Luis Saslavsky
- 1956 : Le Sang à la tête de Gilles Grangier : Le patron du Robinson
- 1957 : Police judiciaire de Maurice de Canonge
- 1957 : Pot-Bouille de Julien Duvivier : Le notaire
- 1958 : En légitime défense d'André Berthomieu : Le greffier
- 1959 : La Marraine de Charley de Pierre Chevalier
- 1959 : La Femme et le Pantin de Julien Duvivier : L'homme dans la voiture
- 1961 : Les livreurs de Jean Girault
- 1961 : Le Capitaine Fracasse de Pierre Gaspard-Huit : un aubergiste
- 1963 : Le Bon Roi Dagobert de Pierre Chevalier
- 1964 : Les Gros bras de Francis Rigaud : Petit rôle
- 1965 : Les Baratineurs de Francis Rigaud

## Théâtre
- 1941 : Le Contrôleur des wagons-lits d'Alexandre Bisson, Théâtre de la Porte-Saint-Martin
- 1941 : Le Crime du Bouif, pièce policière à grand spectacle d'André Mouëzy-Éon et Georges de La Fouchardière, d'après le roman de G. de La Fouchardière, mise en scène de Robert Ancelin au Théâtre de la Porte-Saint-Martin[2]
- 1947 : Freddy la valise de Jean Boyer, mise en scène André Hornez, Théâtre des Variétés
- 1950 : L'Affaire Fualdès de Denis Marion, mise en scène Georges Douking, Théâtre du Vieux Colombier
- 1951 : Le Facteur de Troulbiniou de Marcel Hamsey, Théâtre de l'Ambigu

## Distinction
- Croix de guerre 1914-1918 avec 2 étoiles de bronze.